# Рео (мифология)
Рео (др.-греч. Ῥοιώ, [ройо] — «гранат») — персонаж древнегреческой мифологии.
Дочь Стафила и Хрисофемиды. Спорила с сестрой Гемифеей за право возлечь с чужеземцем Лирком, но неудачно. Её соблазнил Аполлон. Отец, узнав об этом, запер её в сундук и бросил в море. Сундук приплыл к Делосу; там родился мальчик Аний. Рео положила младенца на жертвенник Аполлона и взмолилась спасти дитя: Аполлон позаботился о его воспитании. По другой версии мифа, сундук приплыл к Эвбее. Там Рео вышла замуж за Зарекса. Аний, после рождения, был перенесён Аполлоном на Делос.
По версии, мать Тифона от Лаомедонта.